# Moore Haven
Moore Haven é a única cidade localizada no estado norte-americano da Flórida, no condado de Glades, do qual é sede. Foi incorporada em 1917.

## Geografia
De acordo com o United States Census Bureau, a cidade tem uma área de 3 km², onde 2,8 km² estão cobertos por terra e 0,2 km² por água.

### Localidades na vizinhança
O diagrama seguinte representa as localidades num raio de 40 km ao redor de Moore Haven.

## Demografia
Segundo o censo nacional de 2010, a sua população é de 1 680 habitantes e sua densidade populacional é de 600,6 hab/km². Possui 832 residências, que resulta em uma densidade de 297,44 residências/km².